# جوان فينتر
جوان فينتر (بالإنجليزية: Joanne Winter)‏ هي لاعب كرة قاعدة أمريكية، ولدت في 24 نوفمبر 1924 في شيكاغو في الولايات المتحدة، وتوفيت في 22 سبتمبر 1996 في سكوتسديل في الولايات المتحدة.